# 頭孢氨苄
頭孢氨芐 （INN：cefalexin，USAN：cephalexin）是一種抗生素，可治療多種病原細菌感染。此藥物的作用是透過破壞細菌（革蘭氏陽性菌和某些革蘭氏陰性菌）細胞壁的生長而將其殺死。頭孢氨芐是第一代頭孢菌素類的Β-內醯胺抗生素，它的作用與這個家族的其他藥物類似，（包括透過靜脈注射的頭孢唑啉）。此藥物係透過口服方式給藥。
頭孢氨芐可治療某些身體部位的細菌感染，包括中耳、骨髓、皮膚和泌尿道。它也可用於治療某些類型的肺炎和鏈球菌性咽炎，並預防感染性心內膜炎。頭孢氨芐於治療耐甲氧西林金黃色葡萄球菌（MRSA）、大多數腸球菌或假單胞菌屬引起的感染無效。頭孢氨芐與其他抗生素一樣，不能治療病毒感染（例如流行性感冒、普通感冒，或是急性支氣管炎）。對青黴素有輕度或中度過敏者可使用頭孢氨芐。然而不建議對青黴素嚴重過敏的人使用。
使用此藥物常見的副作用有胃部不適和腹瀉。發生過敏反應或艱難擬梭菌感染（導致腹瀉的原因）也有可能。個體於懷孕期間或進行母乳哺育期間使用似乎不會對胎兒或是嬰兒有害。兒童和65歲以上的患者皆可使用。患有腎臟問題的人可能需減少劑量。
頭孢氨芐於1967年開發成功，並於1969年和1970年首度上市，商品名稱有Keflex和Ceporex等。市面上有通用名藥物流通，而且價格便宜。它已被列入世界衛生組織基本藥物標準清單之中。此藥物於2021年美國最常使用處方藥中排名第96，開立的處方箋數量超過700萬張。而在加拿大，此藥物於2013年是排名第5的最常使用抗生素。在澳大利亞，此藥物是15種最常開立的處方藥之一。

## 醫療用途

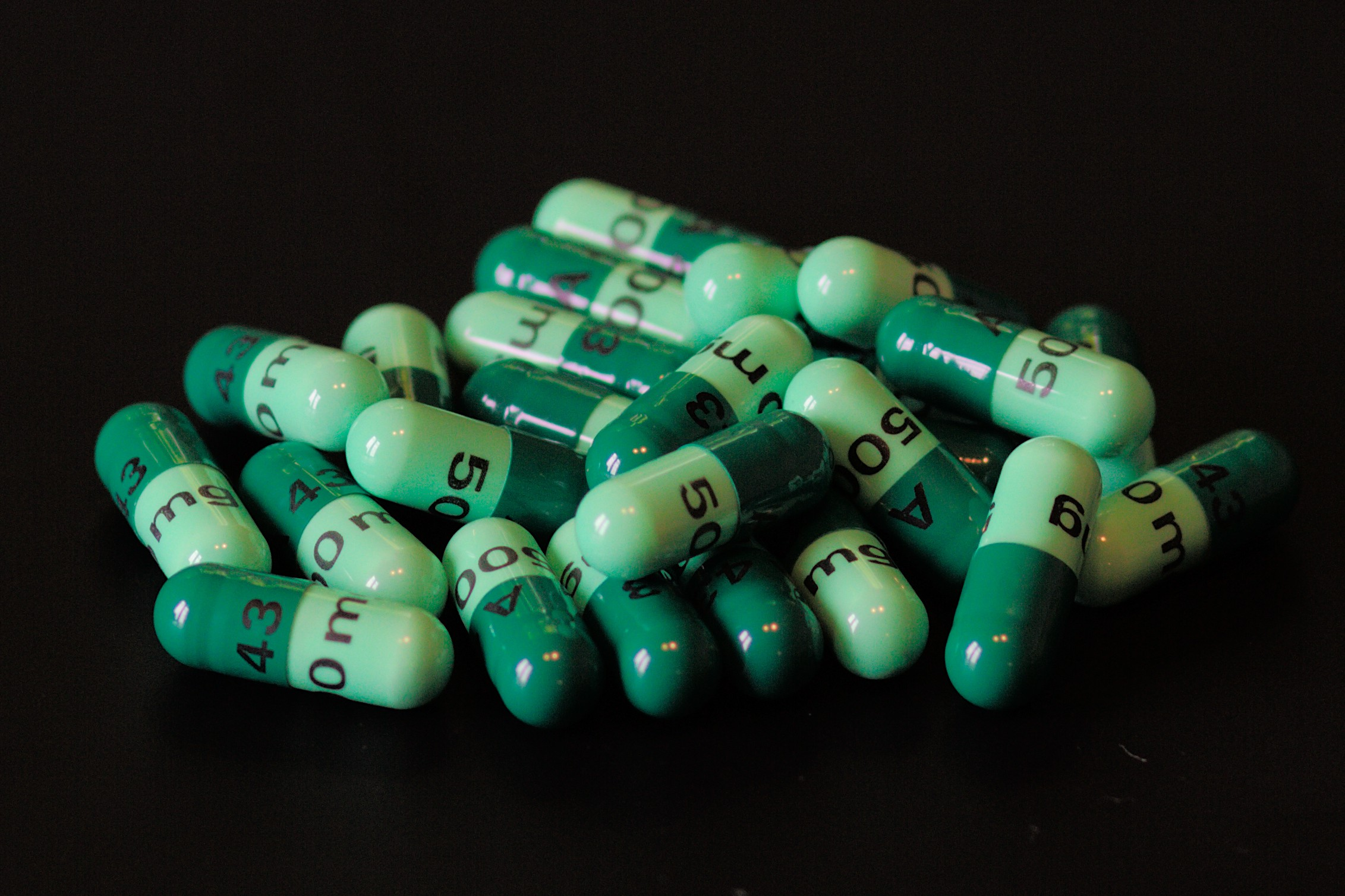
供治療感染，一療程用的頭孢氨芐膠囊。

頭孢氨芐可治療多種細菌感染，包括中耳炎、鏈球菌性咽炎、骨髓炎、肺炎、蜂窩性組織炎和泌尿道感染。它可用於預防感染性心內膜炎，也可用於預防復發性泌尿道感染。
頭孢氨芐無法用於治療耐甲氧西林金黃色葡萄球菌造成的感染。
頭孢氨芐對於青黴素不耐受的患者是種有效的替代藥物。例如青黴素是治療鏈球菌屬引起呼吸道感染的首選藥物，如患者無法耐受青黴素，可改用頭孢氨芐。對青黴素敏感的患者使用頭孢菌素類抗生素時必須謹慎，因為根據據記錄，有多達10%的青黴素過敏患者與Β-內醯胺抗生素存在交叉過敏的狀況。

### 於懷孕或母乳哺育期間使用
此藥物在澳大利亞屬於A類，表示許多孕婦服用後沒出現任何傷害的證據。在母乳哺育期間使用通常對於嬰兒無安全顧慮。

## 不良影響
頭孢氨芐與其他口服頭孢菌素類抗生素一樣，最常見的不良反應是消化道（胃部）功能紊亂和過敏反應。消化道紊亂包括噁心、嘔吐和腹瀉，腹瀉最為常見。過敏反應包括皮疹、蕁麻疹、發燒和過敏性休克。據報導，使用過頭孢氨芐有導致偽膜性結腸炎和艱難擬梭菌感染的案例。較不常見但嚴重的副作用有皮膚瘀傷和皮膚或眼白變黃。
過敏反應的徵兆和症狀包括皮疹、搔癢、腫脹、呼吸困難或皮膚發紅、起泡、腫脹或脫皮。根據一篇發表於2012年的研究報告，青黴素類藥物與第一代頭孢菌素類藥物存在交叉過敏反應 ，而與第二代頭孢菌素類藥物基本上並沒交叉過敏反應。

## 與其他藥物交互作用
普羅貝尼會延遲頭孢氨芐（與其他Β-內醯胺抗生素一樣）的腎臟排泄。也不建議將頭孢氨芐與多非利特、活口服霍亂疫苗、華法林和考來烯胺一起使用。飲酒會降低藥物吸收速度。頭孢氨芐也會與抗糖尿病藥二甲雙胍交互作用，可能會導致體內二甲雙胍濃度升高。H2受體阻抗劑如西咪替丁和雷尼替丁可能會透過延遲頭孢氨芐的吸收和改變其抗菌藥效而降低療效。鋅和鋅補充劑也會與頭孢氨芐交互作用，並可能減少服用者體內頭孢氨芐的濃度。

## 藥理學

### 作用機轉
頭孢氨芐是頭孢菌素家族的一種B-內醯胺抗生素。它透過抑制細菌細胞壁肽聚醣層的合成而發揮作用。由於頭孢氨芐與d-丙氨酰-d-丙氨酸（d-alanyl-d-alanine，一種末端位於細胞壁肽聚醣層上的氨基酸）非常相似，因此它能夠不可逆地結合到青黴素結合蛋白（PBP）的活性位點，而PBP對細胞壁的合成非常重要。它對革蘭氏陽性球菌最具活性，對某些革蘭氏陰性桿菌具有中等活性。然而，有些細菌細胞含有β-內醯胺酶，可水解β-內醯胺環，使藥物失去活性，而導致細菌對頭孢氨芐產生抗藥性。

### 藥物動力學
口服頭孢氨芐可快速且幾乎完全被胃腸道吸收。與食物一起攝取時會導致藥物的吸收略有減少，影響可忽略不計。頭孢氨芐的峰值水平在給藥後約1小時出現。服用250至1,000毫克劑量的頭孢氨芐，藥物在體內的最大濃度以近似線性方式增加。
頭孢氨芐在體內不會被代謝或以其他方式失去活性，與大多數其他頭孢菌素相似。
在腎功能正常的人中，頭孢氨芐在體內的生物半衰期約為30至60分鐘。口服頭孢氨芐的治療水準可維持6至8小時。頭孢氨芐通常每6至12小時給藥一次，由適應症而定。 90%以上的藥物會在8小時內以原形經由尿液排出。

## 社會與文化
世界衛生組織（WHO）將此藥物列為人類醫學中非常重要的藥物。

### 名稱
國際非專有藥名（INN）和澳大利亞批准名稱 （AAN）將此藥物拼寫為Cefalexin，英國批准名稱 (BAN) 和美國採用名稱 （USAN）將藥物拼寫為cephalexin。頭孢氨芐的品牌名稱有Keflex、Acfex、Cephalex、Ceporex、L-Xahl、Medoxine、Ospexin、Torlasporin、Bio-Cef、Panixine DisperDose和Novo-Lexin等。

## 獸醫用途

### 狗
根據普拉姆獸醫用藥指南（Plumb's Veterinary Medication Guides），頭孢氨芐可用於治療皮膚、呼吸道和泌尿道感染。特別是它可用於治療狗的膿皮病。 美國食品藥物管理局 (FDA) 已批准作治療人類和狗之用，但尚未批准用於其他物種。在某些情況下，獸醫可能會為動物開立頭孢氨芐處方，與某些原本核准用於人類使用的藥物一樣。